# Comuna de Stryków
Stryków (polaco: Gmina Stryków) é uma gminy (comuna) na Polónia, na voivodia de Lodz e no condado de Zgierski. A sede do condado é a cidade de Stryków.
De acordo com os censos de 2004, a comuna tem 12 046 habitantes, com uma densidade 76,3 hab/km².

## Área
Estende-se por uma área de 157,84 km², incluindo:
- área agricola: 78%
- área florestal: 13%

## Demografia
Dados de 30 de Junho 2004:
|                      | Total   | Total | Mulheres | Mulheres | Homens  | Homens |
| -------------------- | ------- | ----- | -------- | -------- | ------- | ------ |
|                      | pessoas | %     | pessoas  | %        | pessoas | %      |
| População            | 12 046  | 100   | 6128     | 50,9     | 5918    | 49,1   |
| Densidade (pop./km²) | 76,3    | 100   | 38,8     | 38,8     | 37,5    | 37,5   |

De acordo com dados de 2002, o rendimento médio per capita ascendia a 1365,26 zł.

## Subdivisões
- Anielin, Anielin Swędowski, Bartolin, Bratoszewice, Ciołek, Dobieszków, Dobra, Dobra-Nowiny, Gozdów, Kalinów, Kiełmina, Koźle, Lipka, Ługi, Michałówek, Niesułków, Niesułków-Kolonia, Nowostawy Górne, Osse, Pludwiny, Rokitnica, Sadówka, Sierżnia, Smolice, Sosnowiec, Sosnowiec-Pieńki, Stary Imielnik, Swędów, Tymianka, Warszewice, Wola Błędowa, Wrzask-Bronin, Wyskoki, Zagłoba, Zelgoszcz.

## Comunas vizinhas
- Brzeziny, Dmosin, Głowno, Głowno, Łódź, Nowosolna, Zgierz